# 지영 (진)
지영(知盈, 기원전 565년 - 기원전 533년)은 중국 춘추 시대 진나라의 정치가로, 6경의 일원이며, 씨는 순(荀) 혹은 지(知)인지라 순영(荀盈)이라고도 하며, 시호는 도(悼)로 지도자(知悼子)다. 지무자의 손자며, 지삭의 아들이며, 지문자의 아버지다.

## 사적
할아버지 지무자가 기원전 560년 중군 원수 역임 중에 죽었을 때에는 나이가 어려 6경의 반열에 들 수 없었다.
기원전 546년, 송나라 상술의 중재로 진나라와 초나라가 서로 회합을 의논했으며, 순영은 조무를 따라 송나라로 왔다. 양측의 대면과 협상이 끝난 후, 순영이 초나라로 가서 동맹을 주관했다.
기원전 544년, 제나라의 고지, 송나라의 화정, 노나라의 중손갈, 위나라의 세숙의, 정나라의 공손단, 조나라, 거나라, 등나라, 설나라, 소주나라 사람 등 제후들의 대부들과 회합하고, 6월에 기나라에 성을 쌓았다. 이는 진 평공이 기나라 임금의 생질이기 때문인데, 기나라가 이성 제후국이고 마침 동성 제후국인 정나라에 기근이 든 것을 돕지 않았으므로 제후들의 비난을 샀다.
기원전 537년, 진나라가 초나라에 공녀를 시집보낼 때, 초 영왕이 진나라에 큰 치욕을 주려 하는 것을 위계강이 말리는 조언에서 진나라 정경이며 정사(正使) 한기의 수하로 언급되었다. 곧, 6경의 일원이며, 마지막으로 언급되므로 제6위, 곧 하군 보좌로 추측된다.
기원전 533년, 제나라로 가서 제나라 여자를 맞이하여 돌아오다가 6월에 희양 땅에서 죽었다. 아들 지문자가 그 뒤를 이었다.